# Aglio e Olio
Aglio e Olio è un EP dei Beastie Boys uscito nel 1995.

## Tracce
1. Brand New – 1:23
2. Deal With It – 1:58
3. Believe Me – 1:19
4. Nervous Assistant – 0:43
5. Square Wave In Unison – 1:02
6. You Catch A Bad One – 1:21
7. I Can't Think Straight – 1:19
8. I Want Some – 2:02
9. Soba Violence – 1:14 – solo nella versione giapponese

## Formazione
- Michael "Mike D" Diamond - voce e batteria
- Adam "Adrock" Horovitz - voce e chitarra
- Adam "MCA" Yauch - voce e basso